# توشیهیده سایتو
توشیهیده سایتو (به انگلیسی: Toshihide Saito) بازیکن فوتبال اهل ژاپن و عضو تیم ملی فوتبال ژاپن است که در تاریخ ۲۵ اوت ۱۹۹۶ میلادی اولین بازی ملی‌اش را انجام داد. او در ۱۷ بازی ملی حضور داشت و آخرین بازی ملی خود را در تاریخ ۲ ژوئیه ۱۹۹۹ میلادی انجام داد. توشیهیده سایتو در بازی‌های ملی‌اش
گلی به ثمر نرساند.